# Spodnja Gorica
Spodnja Gorica je naselje v Občini Rače - Fram.